# Вишнопільська сільська рада (Старокостянтинівський район)
Вишно́пільська сільська́ ра́да — адміністративно-територіальна одиниця та орган місцевого самоврядування у Старокостянтинівському районі Хмельницької області. Адміністративний центр — село Вишнопіль.

## Загальні відомості
Вишнопільська сільська рада утворена в 1929 році.
- Територія ради: 48,022 км²
- Населення ради: 1 493 особи (станом на 2001 рік)

## Населені пункти
Сільській раді були підпорядковані населені пункти:
- с. Вишнопіль
- с. Малий Вишнопіль
- с. Мартинівка
- с. Северини

## Населення
Відповідно до перепису населення СРСР, станом на 17 грудня 1926 року, чисельність населення ради становила 1 320 осіб, з них, за статтю: чоловіків — 633, жінок — 684; етнічний склад: українців — 1 315, поляків — 5. Кількість господарств — 322.

## Склад ради
Рада складалася з 16 депутатів та голови.
- Голова ради: Сікальчук Олександр Іванович
- Секретар ради: Соломін Юрій Васильович

### Керівний склад попередніх скликань
| Прізвище, ім'я, по батькові  | Основні відомості                                                               | Дата обрання | Дата звільнення |
| ---------------------------- | ------------------------------------------------------------------------------- | ------------ | --------------- |
| Сікальчук Олександр Іванович | Сільський голова, 1969 року народження, освіта середня спеціальна               | 26.03.2006   | 31.10.2010      |
| Сікальчук Олександр Іванович | Сільський голова, 1969 року народження, освіта середня спеціальна, безпартійний | 31.10.2010   |                 |

Примітка: таблиця складена за даними сайту Верховної Ради України

### Депутати
За результатами місцевих виборів 2010 року депутатами ради стали:

#### За суб'єктами висування
| Суб'єкт висування                                       | Кількість обраних депутатів | %    |
| ------------------------------------------------------- | --------------------------- | ---- |
| Народна партія                                          | 11                          | 68,8 |
| Самовисування                                           | 2                           | 12,5 |
| Політична партія Всеукраїнське об'єднання «Батьківщина» | 1                           | 6,3  |
| Політична партія «Сильна Україна»                       | 1                           | 6,3  |
| Соціалістична партія України                            | 1                           | 6,3  |

#### За округами
| № округу                                                | Прізвище, ім'я, по батькові    | Дата визнання обраним | Освіта             | Партійна приналежність                        | Відомості про обраного депутата                        |
| ------------------------------------------------------- | ------------------------------ | --------------------- | ------------------ | --------------------------------------------- | ------------------------------------------------------ |
| Народна Партія                                          |                                |                       |                    |                                               |                                                        |
| 2                                                       | Кащук Юлія Миколаївна          | 02.11.2010            | вища               | член Народної партії                          | Вишнопільська школа, вчитель                           |
| 3                                                       | Роженюк Василь Володимирович   | 02.11.2010            | середня            | член Народної партії                          | тимчасово не працює                                    |
| 4                                                       | Сьомак Микола Миколайович      | 02.11.2010            | середня            | член Народної партії                          | тимчасово не працює                                    |
| 5                                                       | Лавренчук Олена Миколаївна     | 02.11.2010            | вища               | член Народної партії                          | Коржівська школа, вчитель                              |
| 9                                                       | Копиця Раїса Миколаївна        | 02.11.2010            | середня            | член Народної партії                          | тимчасово не працює                                    |
| 10                                                      | Левчук Павло Васильович        | 02.11.2010            | середня            | член Народної партії                          | тимчасово не працює                                    |
| 11                                                      | Євтушко Галина Степанівна      | 02.11.2010            | вища               | член Народної партії                          | тимчасово не працює                                    |
| 13                                                      | Рабинюк Василь Петрович        | 02.11.2010            | середня спеціальна | член Народної партії                          | тимчасово не працює                                    |
| 14                                                      | Футорний Володимир Сергійович  | 02.11.2010            | середня            | член Народної партії                          | тимчасово не працює                                    |
| 15                                                      | Власюк Григорій Миколайович    | 02.11.2010            | середня            | член Народної партії                          | тимчасово не працює                                    |
| 16                                                      | Рокоман Валентина Андріївна    | 02.11.2010            | середня спеціальна | член Народної партії                          | Мартинівський фельдшерсько-акушерський пункт, фельдшер |
| Політична партія Всеукраїнське об'єднання «Батьківщина» |                                |                       |                    |                                               |                                                        |
| 1                                                       | Роженюк Віра Миколаївна        | 02.11.2010            | середня            | член Всеукраїнського об'єднання «Батьківщина» | тимчасово не працює                                    |
| Політична партія «Сильна Україна»                       |                                |                       |                    |                                               |                                                        |
| 7                                                       | Босюк Мирослава Василівна      | 02.11.2010            | середня спеціальна | член Політичної партії «Сильна Україна»       | тимчасово не працює                                    |
| Соціалістична партія України                            |                                |                       |                    |                                               |                                                        |
| 8                                                       | Соломін Юрій Васильович        | 02.11.2010            | середня спеціальна | член Соціалістичної партії України            | Вишнопільська сільська рада, секретар                  |
| Самовисування                                           |                                |                       |                    |                                               |                                                        |
| 6                                                       | Сікальчук Сергій Олександрович | 02.11.2010            | середня            | позапартійний                                 | Київський коледж будівництва та архітектури, студент   |
| 12                                                      | Самолюк Олена Миколаївна       | 02.11.2010            | середня спеціальна | позапартійна                                  | Мартинівська бібліотека, бібліотекар                   |